# 芹沢長介
芹沢 長介（せりざわ ちょうすけ、1919年10月21日 - 2006年3月16日）は、日本の考古学者。東北大学名誉教授、東北福祉大学名誉教授。日本の旧石器時代研究の第一人者。

## 略歴・人物
静岡県静岡市出身。人間国宝で染色家の芹沢銈介の長男として生まれる。静岡県立静岡中学校に学ぶ。明治大学専門部文科地理歴史学科卒業。1954年、明治大学大学院文学研究科修士課程修了。この時期約1年間、写真家の土門拳に師事し撮影技術を学んだ。1957年、明治大学文学部講師（-1960）。同大教授の杉原荘介と対立し、1963年、東北大学文学部へ赴任、助教授、1971年、同教授。1983年、東北大学を退官。1984年、東北福祉大学教授、のち名誉教授。1989年、東北福祉大学芹沢銈介美術工芸館（仙台市宮城野区）館長。亡くなるまで館長を務めた。2006年3月16日、胸部大動脈瘤破裂のため仙台市の病院で死去、享年86。
戦前の日本では、縄文時代以前の日本列島に人類は居住していなかったと考えられていたが、これを疑問視し、日本に旧石器時代の文化を発見した。研究において学会をリードし、日本の始源文化の解明に一生を捧げた。1949年には群馬県岩宿遺跡の発掘に携わり、日本に旧石器時代の文化があったことを初めて確信した。1963年に東北大学日本文化研究所助教授に着任すると、大分県の早水台（そうずだい）遺跡、栃木県の星野遺跡などの発掘調査で、前期旧石器時代の存在を確信した。
また、後期旧石器時代から縄文時代への移行を示す証拠を発見して、日本だけでなく、極東アジア地域全体を含めたスケールの中で、始源文化の関連性を明らかにしようとした。

## 専門分野

### 研究概要
もとの研究分野は縄文時代だったが、彼は放射性炭素年代測定の結果によって日本列島に相当古くから人間がいた可能性を指摘し、議論を起こしつつあった。そのころ、大学組織に所属せず、在野で研究活動を行っていた相沢忠洋が、従来、人類は生存していないと考えられていた関東ローム層の赤土層（後に岩宿遺跡と名付けられた。）から、幾つもの石器を採集した。芹沢は、相沢から相談を受けると、相沢の採集物を旧石器時代のものと確信して、明治大学の杉原荘介、岡本勇、相沢忠洋などと共に、岩宿遺跡の発掘調査を行った。これを契機として、それまで日本に旧石器時代はないと見なしていた日本考古学界に論争を巻き起こした。
　以後、芹沢は、日本における旧石器時代の研究にも尽力し、矢出川遺跡など、他に先駆けて中石器に相当する細石刃を出土する遺跡の調査を行い、さらに、後期旧石器のみならず前期・中期旧石器も存在する可能性があると論じ、積極的に全国の遺跡の調査を推進した。また、「遺物の年代は、層位が型式に優先する」との理論を提唱した。
ただし、前期・中期旧石器に関しては、人工遺物の石器ではなく、自然石の破砕により石器のように見える偽石器であるとする見解も強かった（前期旧石器存否論争）。それに対し芹沢は、石器の使用に伴い生じる石器の小破損痕や磨滅痕を調査し、物証を以て人工遺物であることを検証できないかの視点から、国内初の石器の使用痕研究を推進すると共に、前期・中期旧石器と考えられる石器を出土する遺跡調査を実践した。
しかし、一連の調査の過程において、研究の常道を踏み外したアマチュア研究家による旧石器捏造事件があったことが発覚し、また、このアマチュア研究家が関与した遺跡の多くに捏造が含まれていたことが判明したことから、国内での前期・中期旧石器の調査研究は大きく後退する結果となった。

### 前期旧石器時代の研究
1964年、芹沢は、大分県早水台遺跡の発掘を始めとして、栃木県星野遺跡の調査、群馬県岩宿遺跡の再発掘など、3万年よりも古い層を狙って、日本始源文化の探求を行った。
大型の礫（れき）や剥片を素材とするチョッパー、チョッピング・トゥ―ル、ハンドアックス等を伴う早水台遺跡を約10万年前の石器群とし、大型・小型の珪岩（けいがん、チャート）を用いて尖頭器、彫刻刀、スクレイパーを造る星野遺跡の石器群を約5～8万年前の石器群に位置付けた。日本の前期旧石器時代は、早水台から星野へとの流れが設定できるとした。外国では、前期・中期・後期と3時期に細分するが、日本では中期が不明なので、前期と後期に分けることにし、前期・中期を一括して、前期旧石器時代の石器群と呼んだ。

### 後期旧石器時代の研究
芹沢は、1949年の岩宿遺跡発掘で、日本に旧石器時代の存在が確認された後、1953年頃まで茂呂遺跡、杉久保遺跡、馬場平遺跡、矢出川遺跡等で発掘調査を行い、立川ローム層に含まれる石器文化の編年と、その様相を明らかにした。その後も、磯山遺跡、岩戸遺跡、塩坪遺跡、タチカルシュナイ遺跡、荒屋遺跡、福井洞穴遺跡等を発掘した。
後期旧石器時代では、石斧やナイフを持つ、石刃石器群から、尖頭器を主体とする石器群へ、更には、細石刃（さいせきじん）石器群へ、との変遷を明らかにした。

### 晩期旧石器時代の研究
約1.2～1万年前の時代で、旧石器から縄文時代にかけての過渡的な時期である。芹沢は中石器時代とも呼んだ。九州では細石刃と土器が共存し、本州と四国では、有舌（ゆうぜつ）尖頭器に土器が伴ったり、伴わなかったりする時期でもある。更に、同時期か少し遅れた時期に、局部磨製片刃石斧も出現する。晩期旧石器時代の日本列島は複雑な様相を呈する。

## 縄文農耕論
芹沢は、縄文中期の農耕文化論には否定的であったが、後期・晩期の農耕の存在については肯定的であった。芹沢は、石鋸の出土例が沿海州から朝鮮半島に広く知られており、その石鋸は西アジアの麦作地帯では農作物の種を摘み取る鎌として使われていることが知られている。日本では西北九州と北海道の北部で発見されており、縄文後期・晩期には水稲以外の農業が西九州に伝わったのではないかと考えた。

## 主な調査地
前期旧石器時代
- 早水台遺跡（大分県）
- 星野遺跡（栃木県）
- 岩宿遺跡D地点（群馬県）
- 向山遺跡（栃木県）

後期旧石器時代
- 磯山遺跡（栃木県）
- 岩戸遺跡（大分県）
- 馬場平遺跡（長野県）
- 矢出川遺跡（長野県）
- 福井洞窟（長崎県）
- 荒屋遺跡（新潟県）

晩期旧石器時代
- 中林遺跡（新潟県）
- 福井洞窟遺跡（長崎県）

縄文時代草創期
- 夏島貝塚（神奈川県）

## 著書
- 『石器時代の日本』（築地書館、1960年）
- 『考古学ゼミナール』（山川出版社、1976年）
- 『古代探究』（朝日新聞社、1977年）
- 『旧石器の知識』（東京美術、1986年）
- 『縄文〈日本陶磁大系1〉』（平凡社、1990年）
- 『日本旧石器時代』（岩波書店〈岩波新書〉、1992年）